# Peter Breiß
Peter Breiß (* 23. April 1770 in Allermöhe; † 2. Mai 1846 in Hamburg) war ein deutscher Lehrer und Mitgründer der Gesellschaft der Freunde des vaterländischen Schul- und Erziehungswesens.

## Leben und Wirken
Peter Breiß wurde als Sohn eines Bauern in Allermöhe geboren. Da ihn der Pastor Georg Heinrich Häseler (1743–1820) bereits in jungen Jahren unterstützte, arbeitete Breiß ab Februar 1789 als Lehrer im obersten Quartier des Kirchspiels Billwerder. Im November desselben Jahres übernahm er stattdessen eine Stelle als Lehrer in Reitbrook. Da Teile der Elternschaft und der Pastor Johann Gabriel Stäcker (1761–1814), der auf Häseler in Allermöhe gefolgt war, Breiß' „neuerungssüchtigen“ Religionsunterricht kritisierten, kam es zu Konflikten. 1797 gründete der Pädagoge mit anderen Lehrern eine „Schulkonferenz“, bei deren Gründung er ein Gedicht verfasste, das 1805 in der Zeitung Hamburg und Altona erschien. Er bekannte sich darin zur Aufklärung und Schulreformen und rief dazu auf, „unsrer Schüler Freunde [zu] seyn!“.
Breiß musste die Lehrstelle abgeben und übernahm 1798 eine Stelle an einer neuen Schule vor dem Dammtor. Die Einrichtung erhielt Unterstützung von der privaten Gesellschaft zur Vermehrung der Vaterlandsliebe, der Kaufleute, Handwerker, Juristen, Ärzte und Geistliche im Umfeld von Ferdinand Beneke angehörten. Begleitend zur Lehrtätigkeit schrieb er für die Zeitschriften Hamburg und Altona und Das Blatt der Wohlthätigkeit. 1805 regte er in Hamburg und Altona an, ein „Journal für hamburgische Schulen, ihre Lehrer und Freunde“ ins Leben zu rufen. Johann Carl Daniel Curio griff die Idee auf und gründete mit Breiß und Anderen im selben Jahr die Gesellschaft der Freunde des vaterländischen Schul- und Erziehungswesens. Während der ersten Vereinssitzung am 3. April 1806 erarbeitete Breiß Pläne für die weitere Vereinsarbeit, die in Hamburg und Altona erschienen. Er sah den Verein als Ort für den Austausch von weiterführenden und anregenden Gesprächen an und hoffte, somit ein Beitrag „zu einer veredelten Volksbildung“ leisten und „gute, redliche Menschen, ächte Christen und denkende thätige Bürger“ erziehen zu können. Nachdem es zu internen Streitigkeiten gekommen war, verließ Breiß die Gesellschaft.
1805 trat er in die Patriotische Gesellschaft von 1765 ein, zu deren Ehrenmitglied er später ernannt wurde. Einem Ruf als „Erziehungsrath“ nach Arnstadt in Thüringen kam er 1810 nicht nach. Während der Hamburger Franzosenzeit wurde die von Breiß geleitete Schule zerstört; sein Umfeld ging verloren. Eine neue Schule am Dammtor wurde 1931 gebaut und von Breiß geleitet. Aus Altersgründen endete seine Dienstzeit 1840. 
Breiß verfasste viele pädagogische und literarische Schriften und Beiträge für Journale inner- und außerhalb Hamburgs. Die Werke sind erst teilweise wissenschaftlich aufgearbeitet.